# العلاقات البرازيلية الكازاخستانية
العلاقات البرازيلية الكازاخستانية هي العلاقات الثنائية التي تجمع بين البرازيل وكازاخستان.

## مقارنة بين البلدين
هذه مقارنة عامة ومرجعية للدولتين:
| وجه المقارنة                                              | البرازيل | كازاخستان                      |
| --------------------------------------------------------- | --- | ------------------------------ |
| المساحة (كم2)                                             | 8.52 مليون | 2.72 مليون                     |
| عدد السكان (نسمة)                                         | 202.66 مليون | 17.95 مليون                    |
| الكثافة السكانية (ن./كم²)                                 | 23.79 | 6.6                            |
| العاصمة                                                   | برازيليا، ريو دي جانيرو | نور سلطان                      |
| اللغة الرسمية                                             | برتغالية برازيلية، Brazilian Sign Language ‏ | اللغة القازاقية، اللغة الروسية |
| العملة                                                    | ريال برازيلي، كروزيرو ريال برازيلي ‏، كروزيرو البرازيلية (1990–1993)، البرازيلي كروزادو نوفو، كروزادو برازيلي، cruzeiro ‏، كروزيرو البرازيلية (1942–1967)، الريال البرازيلي (قديم) | تينغ كازاخستاني                |
| الناتج المحلي الإجمالي (بليون دولار)                      | 2.06 تريليون | 159.41 مليار                   |
| الناتج المحلي الإجمالي (تعادل القوة الشرائية) بليون دولار | 3.22 تريليون | 439.39 مليار                   |
| الناتج المحلي الإجمالي الاسمي للفرد دولار أمريكي          | 8.54 ألف | 10.51 ألف                      |
| الناتج المحلي الإجمالي للفرد دولار أمريكي                 | 15.89 ألف | 24.23 ألف                      |
| مؤشر التنمية البشرية                                      | 0.754 | 0.788                          |
| رمز المكالمات الدولي                                      | +55 | +7                             |
| رمز الإنترنت                                              | .br | .kz، .қаз ‏                     |
| المنطقة الزمنية                                           | | ت ع م+05:00، ت ع م+06:00       |

## منظمات دولية مشتركة
يشترك البلدان في عضوية مجموعة من المنظمات الدولية، منها:
| علم المنظمة | اسم المنظمة                        | تاريخ انضمام البرازيل | تاريخ انضمام كازاخستان |
| ----------- | ---------------------------------- | --------------------- | ---------------------- |
|             | الاتحاد البريدي العالمي            | ?                     | ?                      |
|             | يونسكو                             | 4 نوفمبر 1946         | 22 مايو 1992           |
|             | البنك الدولي للإنشاء والتعمير      | 14 يناير 1946         | 23 يوليو 1992          |
|             | وكالة ضمان الاستثمار متعدد الأطراف | 7 يناير 1993          | 12 أغسطس 1993          |
|             | الاتحاد الدولي للاتصالات           | 4 يوليو 1877          | 23 فبراير 1993         |
|             | منظمة الشرطة الجنائية الدولية      | ?                     | ?                      |
|             | مؤسسة التمويل الدولية              | 31 ديسمبر 1956        | 30 سبتمبر 1993         |
|             | مجموعة الموردين النوويين           | ?                     | ?                      |
|             | الأمم المتحدة                      | 24 أكتوبر 1945        | 2 مارس 1992            |
|             | مؤسسة التنمية الدولية              | 15 مارس 1963          | 23 يوليو 1992          |
|             | الفريق المعني برصد الأرض           | ?                     | ?                      |
|             | منظمة حظر الأسلحة الكيميائية       | ?                     | ?                      |

## أعلام
هذه قائمة لبعض الشخصيات التي تربطها علاقات بالبلدين:
- إيرلان إدريسوف (سياسي كازاخستاني، 28 أبريل 1959 – )

## وصلات خارجية
- موقع وزارة الخارجية البرازيلية
- موقع وزارة الخارجية الكازاخستانية